# Тулат (Крым)
Тула́т (укр. Тулат, крымскотат. Tulat, Тулат) — исчезнувшее село в Симферопольском районе Крыма, располагавшееся на северо-западе района, в степном Крыму, на 18 километре шоссе Симферополь — Евпатория, примерно в 1,5 километрах к северо-западу от современного села Скворцово.

## История
Первое документальное упоминание села встречается в Камеральном Описании Крыма… 1784 года, судя по которому, в последний период Крымского ханства Тулат входил в Акмечетский кадылык Акмечетского каймаканства. После присоединения Крыма к России (8) 19 апреля 1783 года, (8) 19 февраля 1784 года, именным указом Екатерины II сенату, на территории бывшего Крымского Ханства была образована Таврическая область и деревня была приписана к Евпаторийскому уезду. После Павловских реформ, с 1796 по 1802 год, входила в Акмечетский уезд Новороссийской губернии. По новому административному делению, после создания 8 (20) октября 1802 года Таврической губернии, Тулат — центр Тулатской волости Евпаторийского уезда Таврической губернии.
По Ведомости о волостях и селениях, в Евпаторийском уезде с показанием числа дворов и душ… от 19 апреля 1806 года в деревне Тулат числилось 20 дворов и 144 жителя, исключительно крымских татар. На военно-топографической карте генерал-майора Мухина 1817 года в деревне обозначено 20 дворов и почтовая станция. После реформы волостного деления 1829 года Тулат, согласно «Ведомости о казённых волостях Таврической губернии 1829 года», отнесли к Темешской волости (переименованной из Тулатской). На карте 1842 года в Тулате обозначено 30 дворов и почтовая станция.
В 1860-х годах, после земской реформы Александра II, деревню приписали к Сакской волости. Согласно «Памятной книжке Таврической губернии за 1867 год», деревня была покинута жителями в ходе эмиграции крымских татар, особенно массовой после Крымской войны 1853—1856 годов, в Турцию и представляла собой помещичью экономию без населения. В «Списке населённых мест Таврической губернии по сведениям 1864 года», составленном по результатам VIII ревизии 1864 года, Тулат — владельческая деревня с 1 двором и 5 жителями при источникѣ Тобе-Чокракѣ (Кайнаутъ). По обследованиям профессора А. Н. Козловского 1867 года, вода в колодцах деревни была солоноватая, а их глубина достигала 12—14 саженей (24—28 м),. На трёхверстовой карте Шуберта 1865—1876 года на месте деревни обозначен хутор(некоего Мищенко. Затем, видимо, в деревню заселили переселенцев из других губерний России, и в «Памятной книге Таврической губернии 1889 года», включившей результаты Х ревизии 1887 года, Тулат показан уже с 11 дворами и 59 жителями. Сохранился документ о выдаче ссуды неким Бреннеру, Черепахиной-Иващенко, Вирт, Погаевской и Булич под залог имения при деревнях Тулат и Карач от 9 апреля 1890 года. На подробной военно-топографической карте 1892 года в Тулате обозначены 11 дворов с русским населением и господский двор, а согласно «…Памятной книжке Таврической губернии на 1892 год», в деревне Тулат, входившей в Юхары-Джаминское сельское общество, жителей и домов не числилось.
Земская реформа 1890-х годов в Евпаторийском уезде прошла после 1892 года; в результате Тулат приписали к Камбарской волости. По «…Памятной книжке Таврической губернии на 1900 год» в деревне числилось 70 жителей в 12 дворах. В Статистическом справочнике Таврической губернии 1915 года также записана деревня Тулат Камбарской волости Евпаторийского уезда, с населением, согласно энциклопедическому словарю «Немцы России», 61 человек.
После установления в Крыму Советской власти, по постановлению Крымревкома от 8 января 1921 года была упразднена волостная система и село включили в состав вновь созданного Сарабузского района Симферопольского уезда, а в 1922 году уезды получили название округов. 11 октября 1923 года, согласно постановлению ВЦИК, в административное деление Крымской АССР были внесены изменения, в результате которых был ликвидирован Сарабузский район и образован Симферопольский и село включили в его состав. Согласно Списку населённых пунктов Крымской АССР по Всесоюзной переписи 17 декабря 1926 года, в селе Тулат (вместе с совхозом Тулат-Аргин), Старо-Лезского сельсовета Симферопольского района, числилось 14 дворов, все крестьянские, население составляло 76 человек, из них 37 немцев, 35 русских, 2 украинца, 2 записаны в графе «прочие». Постановлением Президиума КрымЦИКа «Об образовании новой административной территориальной сети Крымской АССР» от 26 января 1935 года был создан Сакский район и село, вместе с сельсоветом, включили в его состав. Вскоре после начала Великой Отечественной войны, 18 августа 1941 года крымские немцы были выселены, сначала в Ставропольский край, а затем в Сибирь и северный Казахстан. В последний раз Тулат упоминается на километровой карте Генштаба 1941 года, а в более поздних доступных документах не встречается. При этом в книге «Города и сёла Украины. Автономная Республика Крым. Город Севастополь. Историко-краеведческие очерки» содержится утверждение, что Тулат исчез в послевоенное время.

## Динамика численности населения
| - 1805 год — 144 чел. - 1864 год — 5 чел. - 1889 год — 59 чел. - 1892 год — 0 чел. | - 1900 год — 70 чел. - 1915 год — 61 чел. - 1926 год — 76 чел. |